# Spinello (droga)

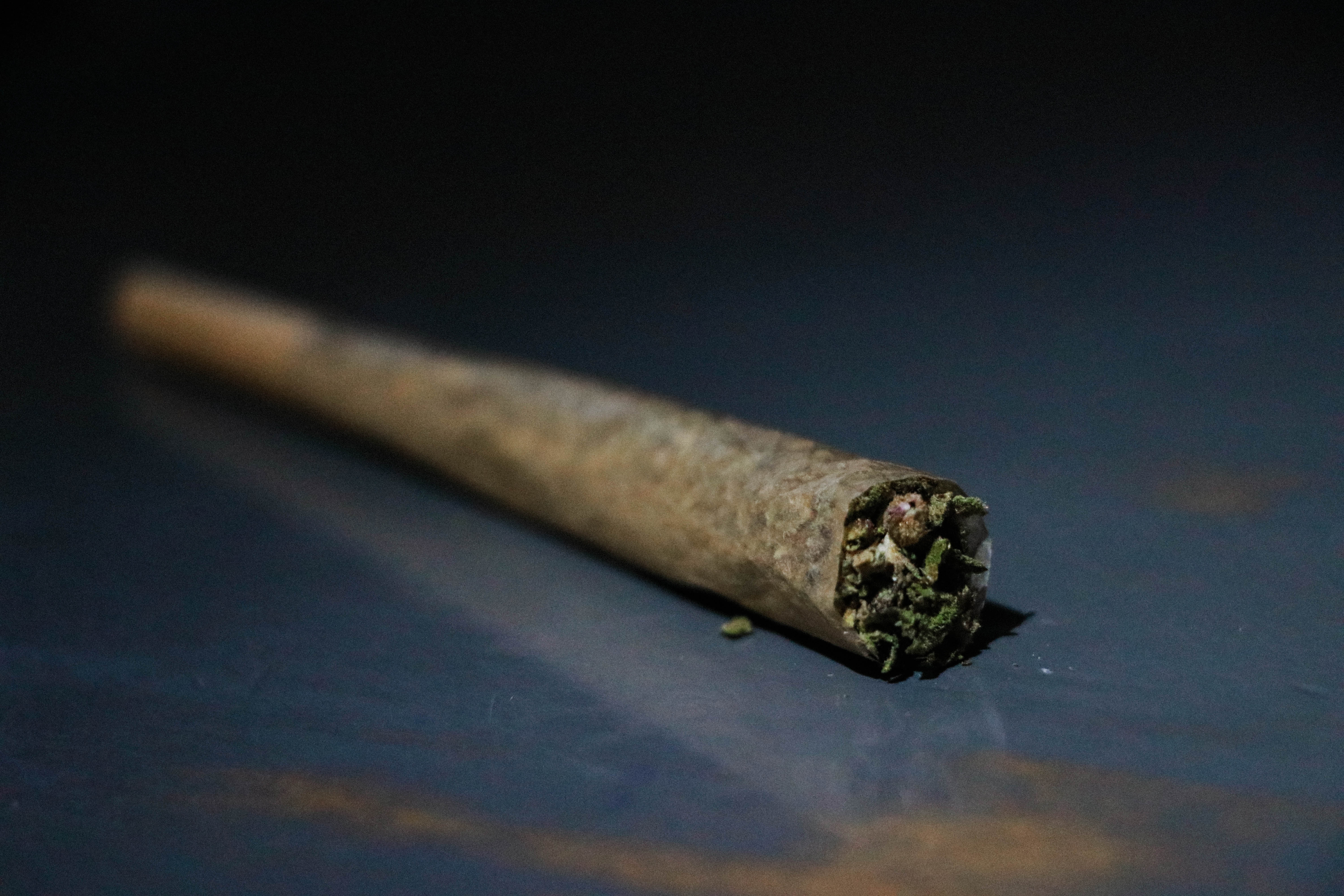
Spinello chiuso e pronto per essere fumato

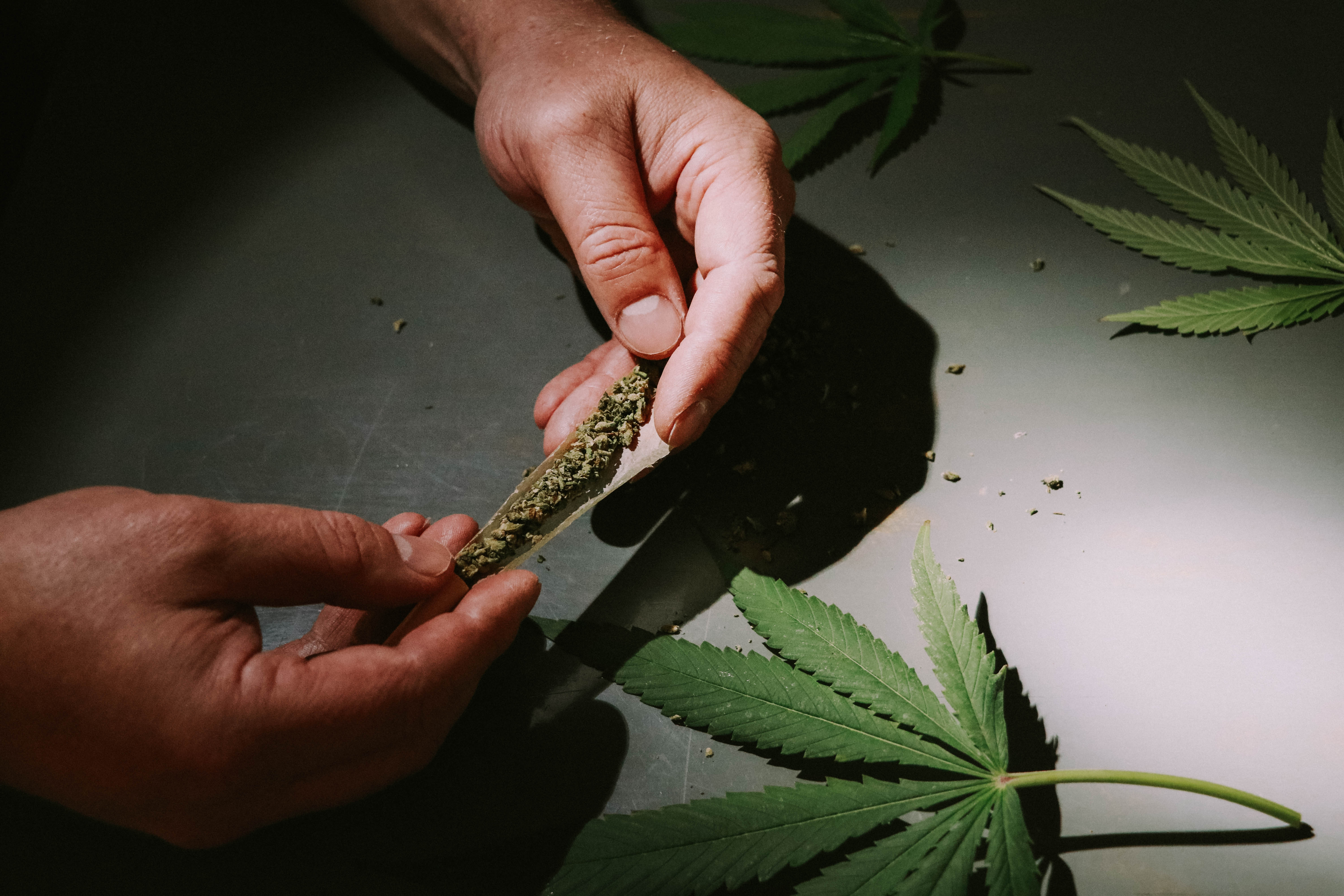
Spinello di marijuana prima del confezionamento

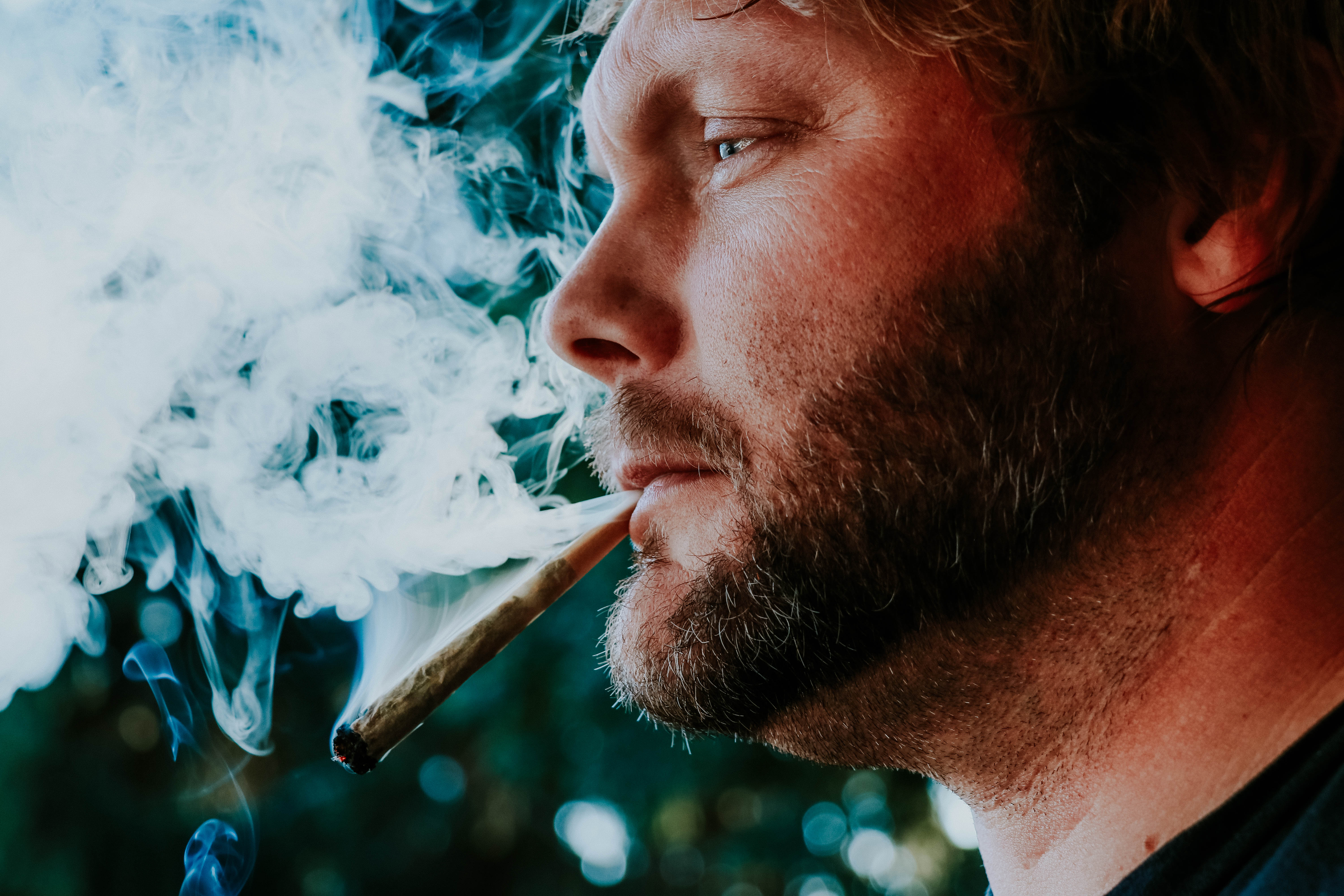
Un uomo che fuma uno spinello

Uno spinello (o canna, cannone; joint come anglicismo; l'oggetto è stato variamente denominato) è una sigaretta contenente marijuana o hashish, spesso misti insieme al tabacco.

## Preparazione
Viene di solito preparato avvolgendo tabacco e cannabis (precedentemente tritata a mano, in una conchetta o con un utensile apposito chiamato grinder) in una cartina insieme a un cartoncino piegato che funge da filtro. De facto non possiede nessuna utilità come filtrante di sostanze potenzialmente nocive a differenza dell'acetato di cellulosa delle sigarette.
Più raramente, si usa in luogo della cartina una foglia di tabacco (blunt), o l'involucro esterno di una sigaretta svuotata del tabacco ("svuotino").
Tra i verbi più comunemente usati per indicare la preparazione di una canna vi sono girare e rollare (quest'ultimo verbo deriva dal francese "rouler"), che si riferiscono all'alternarsi di semirotazioni necessarie per avvolgere il contenuto nella cartina, ottenendo una forma cilindrica o tronco-conica.
È anche possibile rollare uno spinello contenente solo marijuana, per derivarne effetti più alti senza assimilazione di nicotina. Uno spinello di questo genere è chiamato comunemente in Italia "purino".

## Effetti
Gli effetti psicotropi dello spinello sono dovuti al suo contenuto di cannabis (in forma di hashish o marijuana), in genere in quantità variabile fra 250 e 750 mg.
La valutazione degli effetti sulla salute in generale deve tenere conto anche dell'apporto del tabacco e della carta bruciati e inalati, come per una comune sigaretta.